# 養老渓谷
養老渓谷（ようろうけいこく）は、千葉県夷隅郡大多喜町粟又から市原市朝生原を流れる養老川によって形成された渓谷。中心地は大多喜町と市原市の境界付近。周囲は千葉県立養老渓谷奥清澄自然公園に指定されている。2007年には、養老渓谷・黒滝不整合として日本の地質百選に選定されている。

## 概要

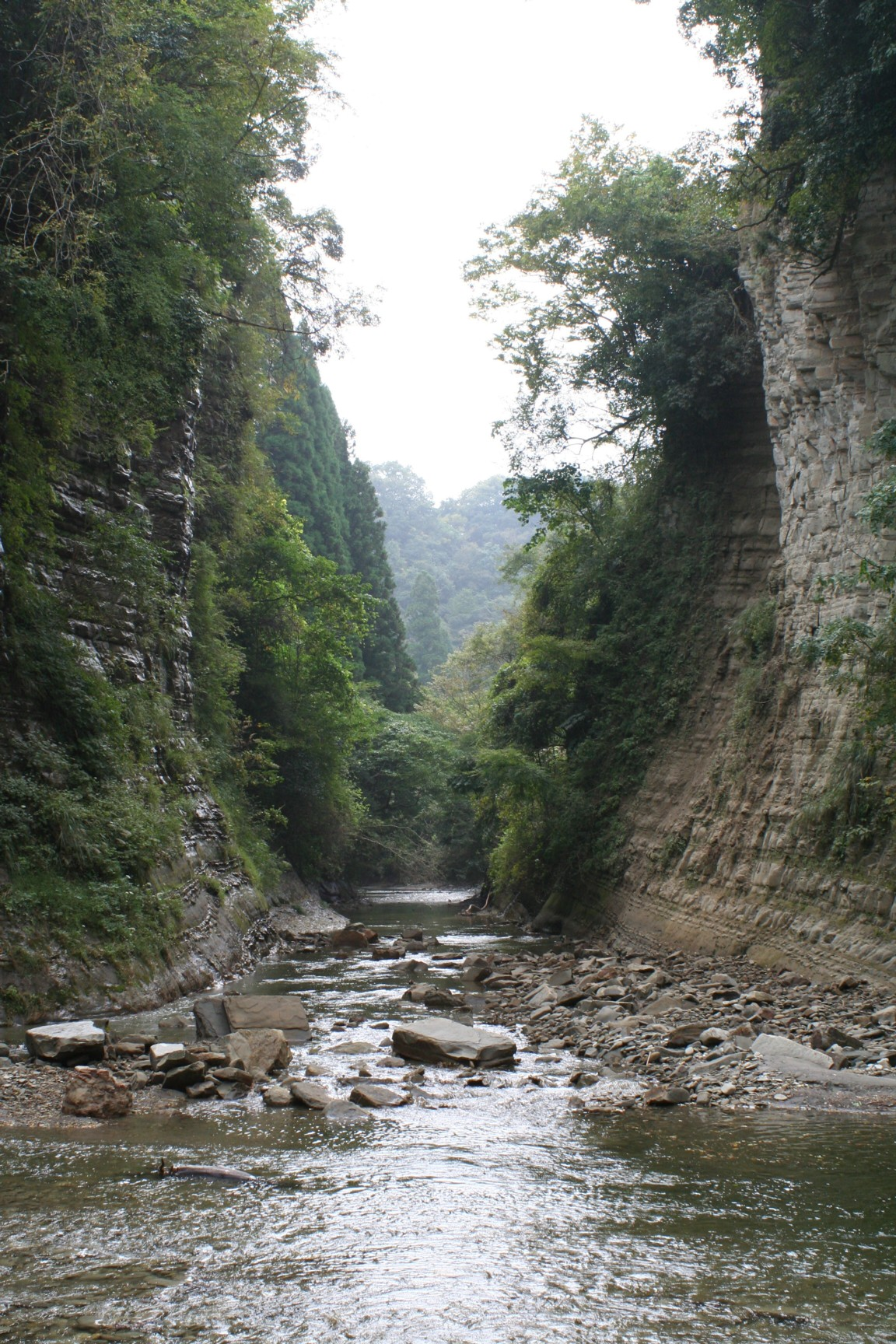
養老渓谷弘文洞跡

千葉県夷隅郡大多喜町大田代の清澄山北東部に位置する麻綿原高原に源を発する養老川によって、大多喜町粟又から市原市朝生原にかけての間に形成された上総丘陵（房総丘陵）の侵食谷である。
養老川支流の夕木川（別名・蕪来川）と養老川本流の合流地点には弘文洞跡という川廻しの隧道跡がある。養老川を北上すると千葉セクション（市原市田淵）がみられる他、様々な地層がみられる。

## 名所
養老渓谷温泉や秋の紅葉狩りにより、当渓谷の西側にある梅ヶ瀬渓谷とともに千葉県内有数の行楽地・観光地となっている。
千葉県道81号市原天津小湊線沿いには、旅館やお土産屋が建ち並ぶ。春はツツジ、フジ、秋には雑木の紅葉が美しく、遊歩道（ハイキングコース）が整備されている。
- 中瀬遊歩道 - 共栄橋（葛藤駐車場）付近から養老川沿いに設けられた1.2キロメートルの遊歩道[3]。
- 粟又の滝自然遊歩道 - 粟又の滝から小沢又（水月寺付近）の下流まで養老川沿いに設けられている2キロメートルの遊歩道[4]。養老川上流から粟又の滝、千代の滝、万代の滝、昇龍の滝を巡るため、滝めぐり遊歩道とも称される[5]。

### 滝めぐり
6つの滝（粟又の滝、千代の滝、万代の滝、昇龍の滝、小沢又の滝（幻の滝）、金神の滝）を巡るコース。小沢又の滝、金神の滝は粟又の滝自然遊歩道（滝めぐり遊歩道）から少し離れた場所に位置する。

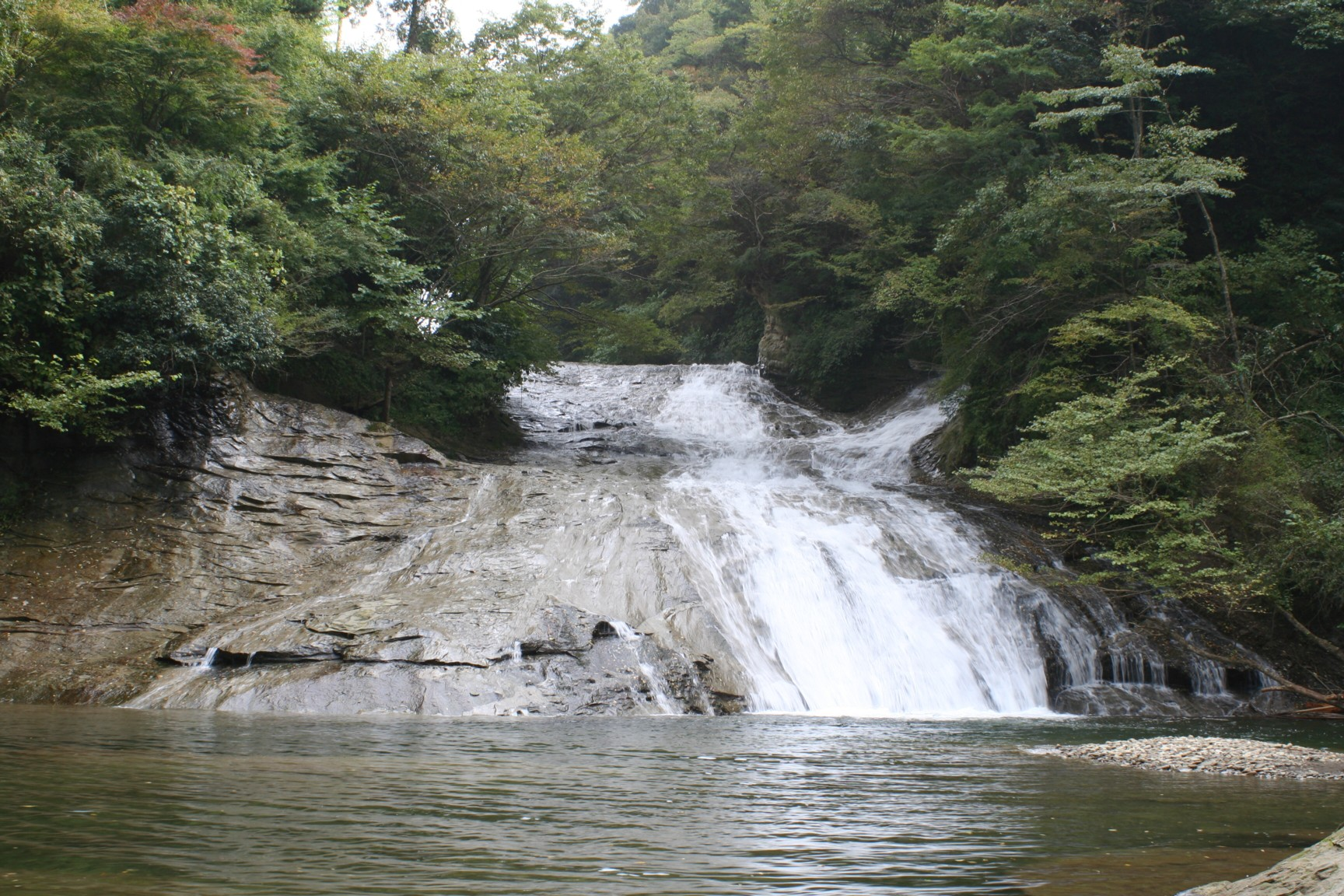
粟又の滝
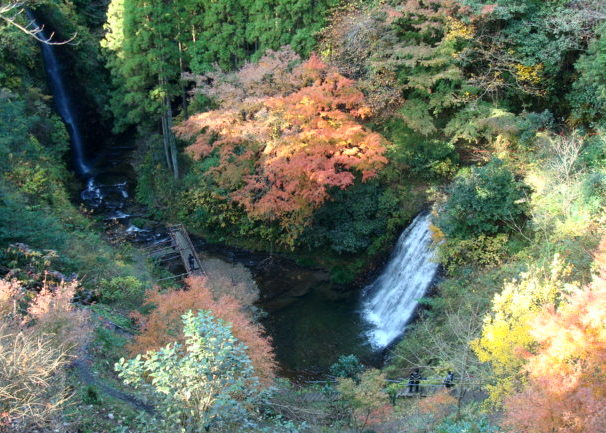
小沢又の滝（幻の滝）
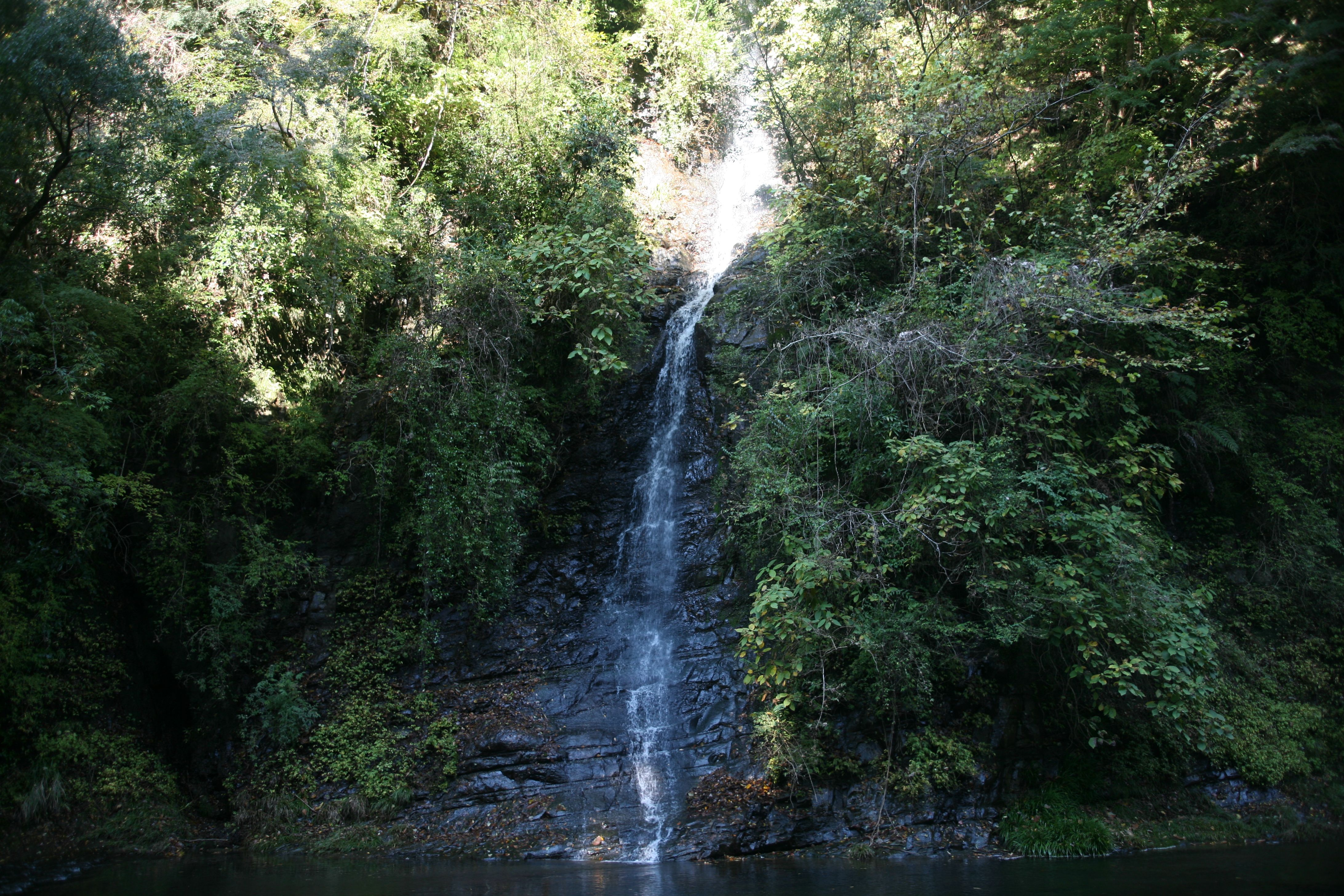
昇竜の滝
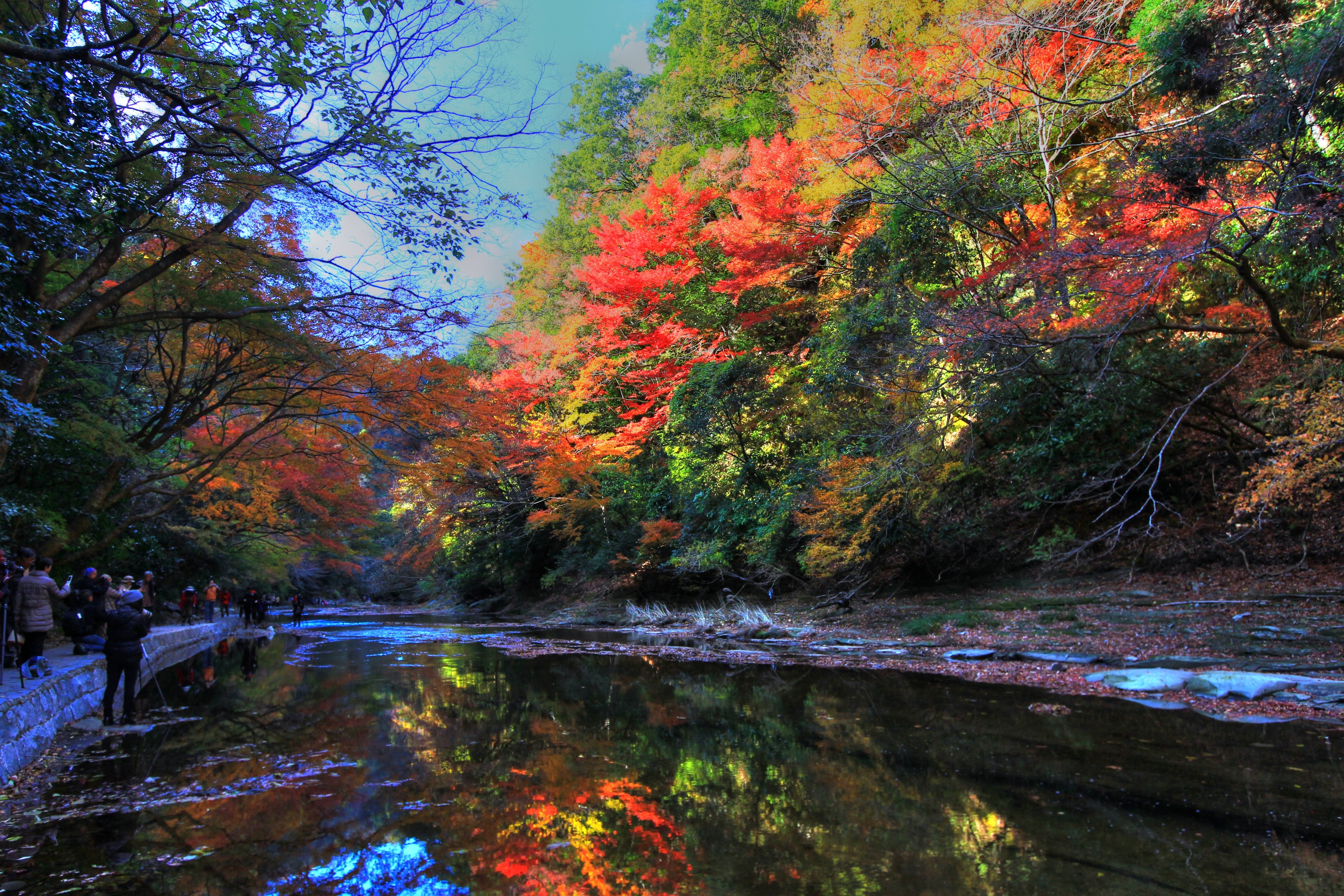
粟又の滝遊歩道

### 養老八景
養老渓谷を中心とした養老川周辺の8つの景勝地。
- 弘文洞跡
- 粟又の滝（養老の滝、高滝） - 落差30メートル、長さ100メートルの県内最大の滝。
- 金神の滝

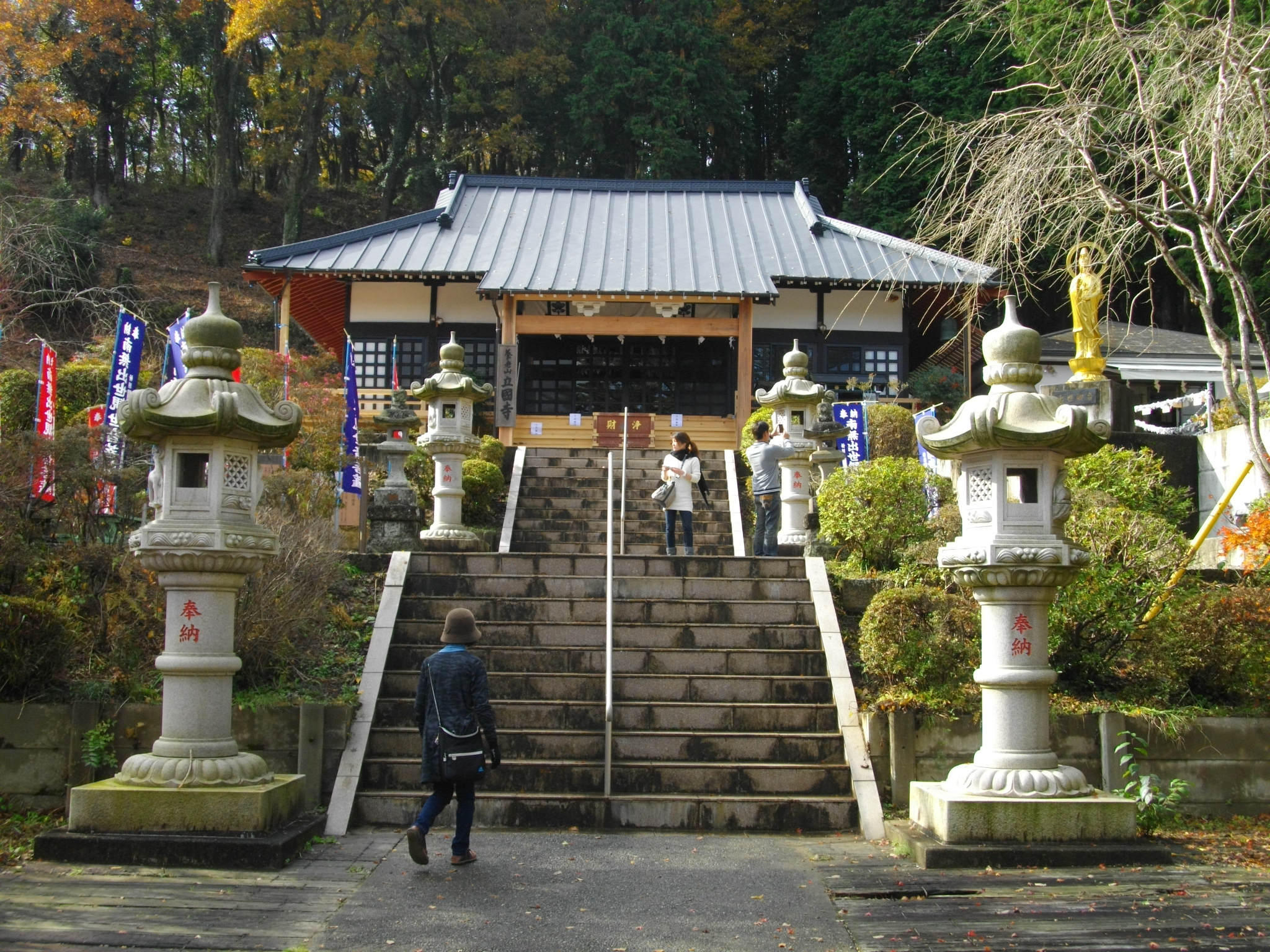
水月寺 - ミツバツツジ（岩ツツジ）で有名。本尊は如意輪観世音菩薩坐像[7]。
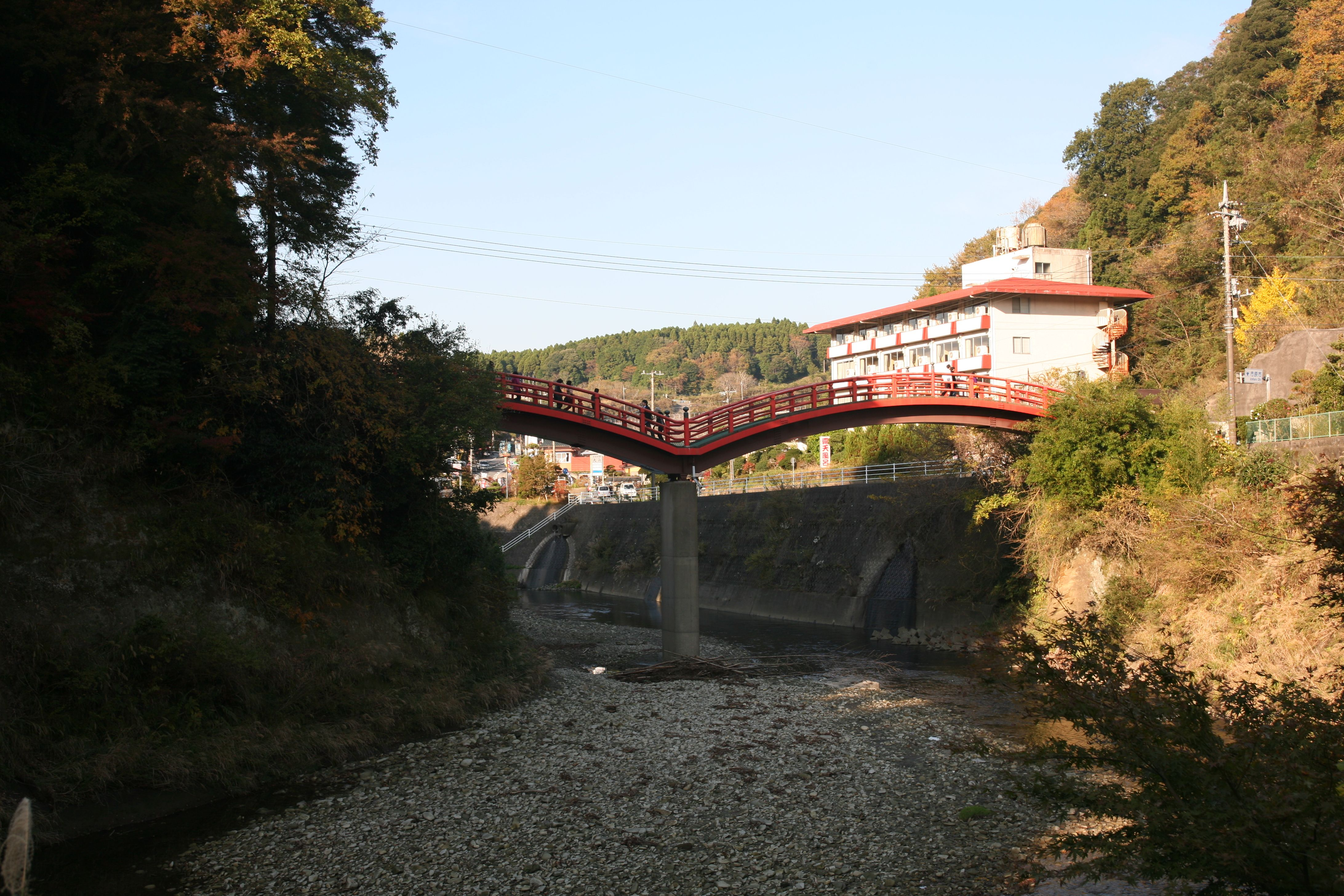
観音橋

- 懸崖境
- 立國寺[8][9]（出世観音）・観音橋
- 筒森もみじ谷
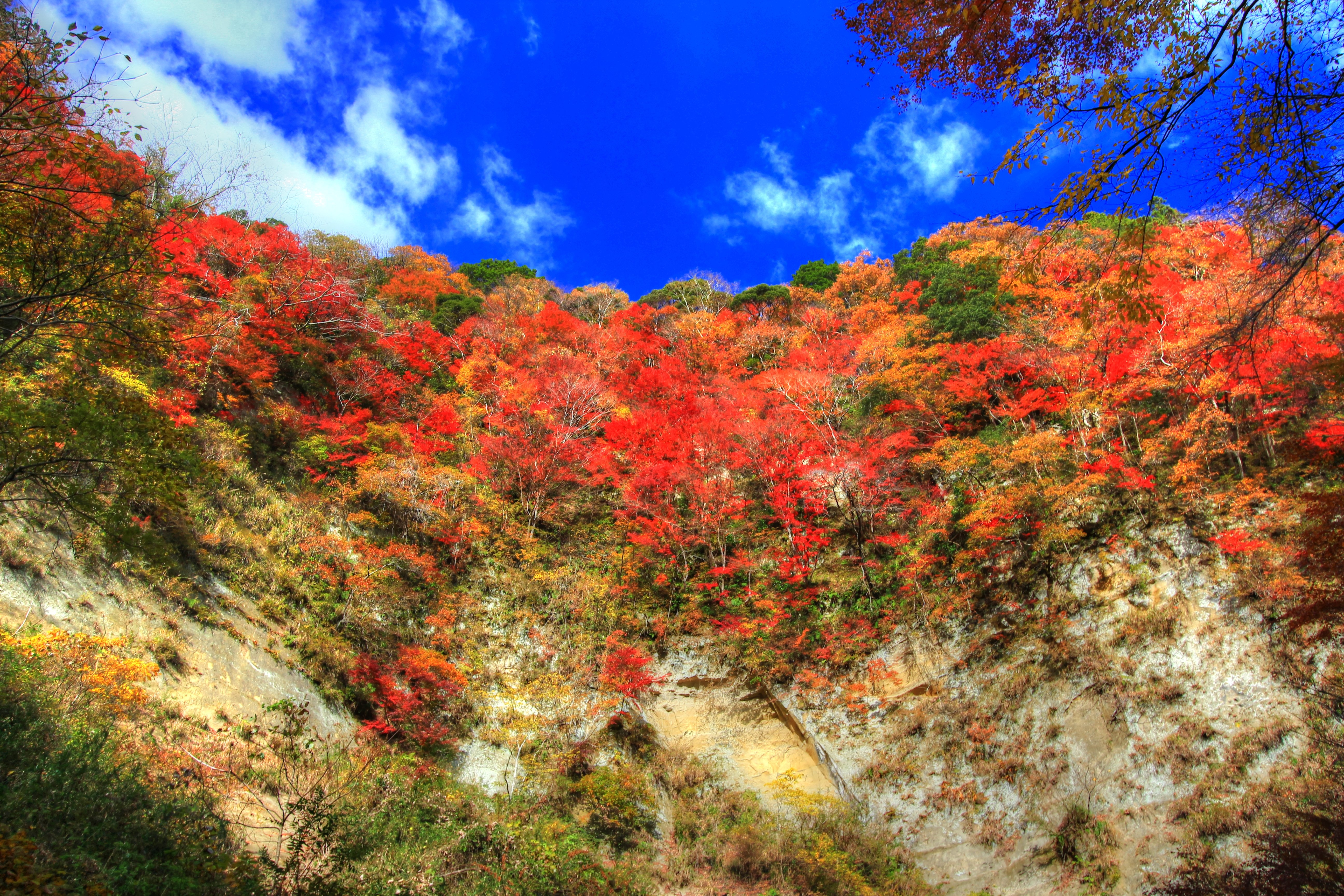
梅ヶ瀬渓谷
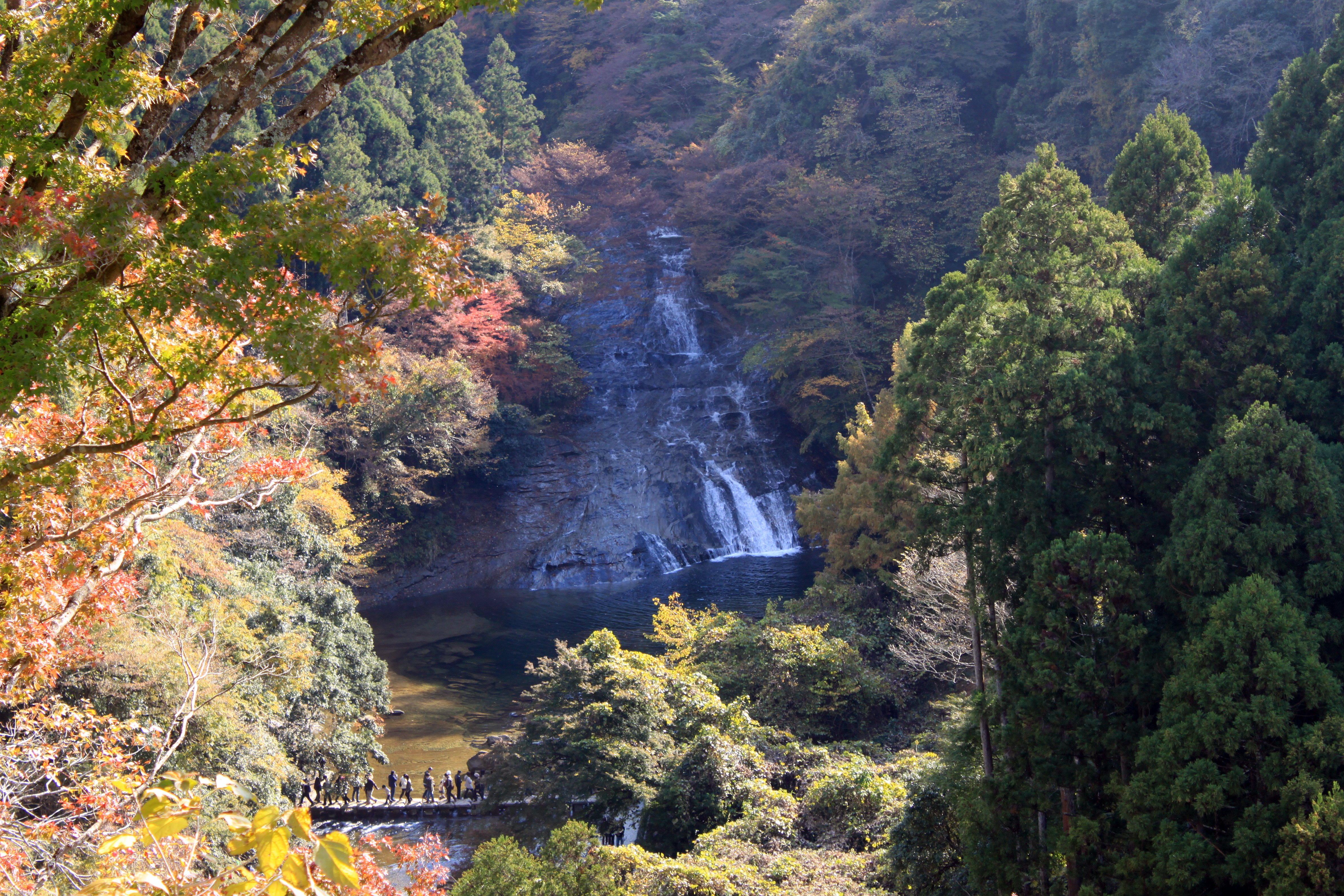
上総養老の滝展望台からの眺望

### その他の名所
養老渓谷観光協会より付近の観光スポット一覧。
- 養老渓谷温泉
  - 栗又温泉
  - 足湯（養老渓谷駅内や施設に有）
  - 滝見苑けんこう村（ごりやくの湯）
- 上総養老の滝展望台
- 麻綿原高原[11][12]
- アートハウスあそうばらの谷
- 養老渓谷釣堀センター

- 立國寺（出世観音）
- 観音橋
- 梅ヶ瀬渓谷
- 上総養老の滝展望台からの眺望

## 宿泊施設
旅館、民宿が養老川沿いに十数軒点在する。
- 中瀬キャンプ場
- 奥養老バンガロー村

## アクセス
- 鉄道
  - 小湊鉄道線 養老渓谷駅[14]
  - 観光シーズンには小湊鉄道線・いすみ鉄道線上総中野駅からもバスが運行される[15]
- 自動車
  - 館山自動車道市原インターチェンジから国道297号、千葉県道81号[14]
  - 首都圏中央連絡自動車道（圏央道）木更津東インターチェンジから国道410号、千葉県道32号[14]

## 舞台・ロケ地とした作品
- 『貧困旅行記』（1991年9月、晶文社、著者：つげ義春）